# Rallye Dakar 1981
Navigation
Édition précédente Édition suivante
Le Rallye Dakar 1981 ou Paris-Dakar 1981 est la troisième édition du Rallye Dakar. Le départ est donné le 1er janvier 1981 à Paris et il se termine le 20 janvier 1981. Sur les 291 engagés qui prennent la route (170 autos, 106 motos et 15 camions), seuls 91 véhicules gagnent l'arrivée. René Metge et Bernard Giroux remportent la catégorie auto, Hubert Auriol la catégorie moto et Adrien Villette, Henri Gabrelle et Alain Voillereau la catégorie camion.

## Rolls-Royce engagée

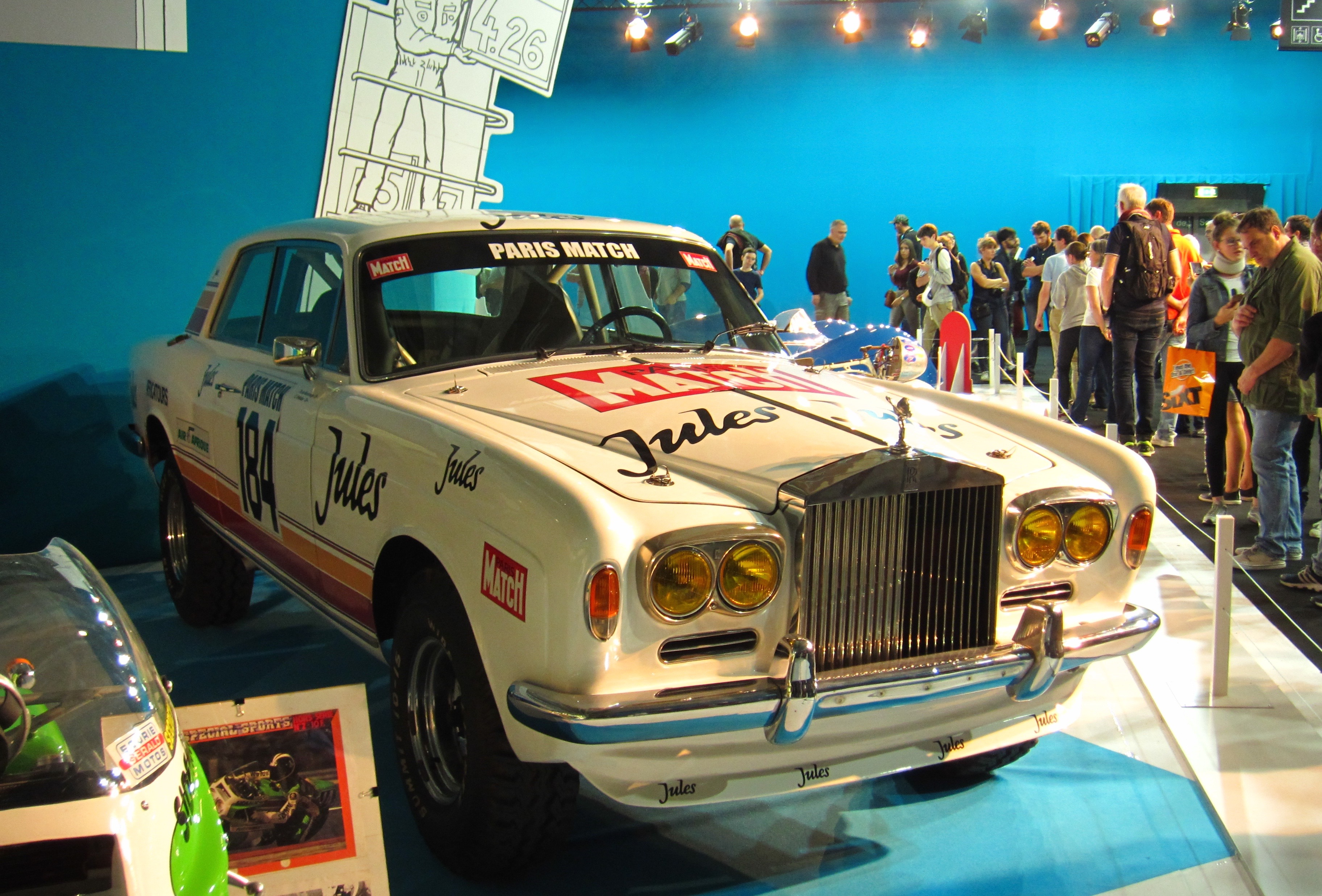
Rolls-Royce engagée au rallye Dakar 1981, mondial de l'automobile de Paris 2018.

Thierry de Montcorgé engage une Rolls-Royce cette année-là. Après un diner au mois d'août 1980 avec Christophe Pelletier et Jean-François Dunac, l'idée lui vient d'engager une Rolls-Royce au Dakar. Après  2 000 heures de travail, il aligne sa voiture au départ le 1er janvier 1981,. Elle est sponsorisée par Christian Dior et baptisée « Jules » du nom du nouveau parfum de la marque française,. Il ne s'agit pas véritablement d'une Rolls-Royce même si la carrosserie, en fibre de verre, est entièrement moulée sur base de celle d'une véritable Rolls-Royce et que la direction, assistée, provient de la marque anglaise. Le châssis provient lui d'une Toyota BJ. Si l'idée est d'utiliser un moteur d'origine, leur exemplaire casse malheureusement lors d'un essai, obligeant l'équipe à en trouver un nouveau. Le choix se portera finalement sur un moteur américain V8 de Chevrolet Corvette.
Le rallye ne se déroulera pas sans quelques problèmes techniques. Le carter d'huile est ainsi perforé en Algérie tandis que le train avant est cassé lors d'une étape en Afrique et elle arrive hors délai lors de la 9e étape. Devant l'atout médiatique d'une telle voiture, les organisateurs décident de laisser finalement l'équipe continuer la course. Elle atteint les plages de Dakar, non pas en roulant mais via le chemin de fer Bamako-Kayes,.
Thierry de Montcorgé recevra, après le rallye, une lettre de Rolls-Royce lui indiquant les règles limitant l'utilisation publique de la marque et qui se termine par : « Soyez gentils, à l’avenir, de ne pas renouveler ce genre d’expérience ! »,,. La voiture a depuis été exposée au mondial de l'automobile de Paris 2018.

## Étapes
| Étape | Date        | De                       | À                        | Total (km)               |
| ----- | ----------- | ------------------------ | ------------------------ | ------------------------ |
| 1     | 1er janvier | Paris                    | Olivet                   | environ 120              |
| 2     | 2 janvier   | Olivet                   | Sète                     | environ 625              |
|       | 3 janvier   | Transport vers l'Afrique | Transport vers l'Afrique | Transport vers l'Afrique |
| 3     | 4 janvier   | Alger                    | Moudjebara               | 300                      |
| 4     | 5 janvier   | Moudjebara               | Bordj Omar Driss         | 949                      |
| 5     | 6 janvier   | Bordj Omar Driss         | Mésange                  | 605                      |
| 6     | 7 janvier   | Mésange                  | Timiaouine               | 540                      |
| 7     | 8 janvier   | Timeaouine               | Gao                      | 740                      |
|       | 9 janvier   | Jour de repos à Gao      | Jour de repos à Gao      | Jour de repos à Gao      |
| 8     | 10 janvier  | Gao                      | Tombouctou               | 412                      |
| 9     | 11 janvier  | Tombouctou               | Niono                    | 570                      |
| dix   | 12 janvier  | Niono                    | Bobo-Dioulasso           | 1080                     |
| 11    | 13 janvier  | Bobo-Dioulasso           | Bouna                    | 828                      |
| 12    | 14 janvier  | Bouna                    | Korhogo                  | 326                      |
| 13    | 15 janvier  | Korhogo                  | Kolokani                 | 310                      |
|       | 16 janvier  | Jour de repos à Kolokani | Jour de repos à Kolokani | Jour de repos à Kolokani |
| 14    | 17 janvier  | Kolokani                 | Nioro du Sahel           | 297                      |
| 15    | 18 janvier  | Nioro du Sahel           | Bakel                    | 325                      |
| 16    | 19 janvier  | Bakel                    | Louga                    | 143                      |
| 17    | 20 janvier  | Louga                    | Dakar                    | 96                       |

## Classements finaux

### Motos
28 des 106 motos inscrites ont terminé la course.
| Pos. | Pilote                             | Moto          |
| ---- | ---------------------------------- | ------------- |
| 1    | Hubert Auriol                      | BMW GS 800    |
| 2    | Serge Bacou                        | Yamaha 500 XT |
| 3    | Michel Merel                       | Yamaha 500 XT |
| 4    | Jean-Claude Morellet (dit Fenouil) | BMW GS 800    |
| 5    | Gilles Francru                     | KTM 495       |
| 6    | Alain Padou                        | Honda XLS 500 |
| 7    | Bernard Neimer                     | BMW GS 800    |
| 8    | Philippe Vassard                   | Honda XLS 500 |
| 9    | Christian Becker                   | Yamaha 500 XT |
| 10   | Christine Martin (1re féminine)    | Honda XLS 250 |

### Autos
60 des 170 voitures inscrites ont terminé la course
| Pos. | Équipage                                    | Véhicule        |
| ---- | ------------------------------------------- | --------------- |
| 1    | René Metge Bernard Giroux                   | Range Rover V8  |
| 2    | Hervé Cotel Claude Corbetta                 | Buggy COTEL     |
| 3    | Jean-Calude Briavoine André Deliaire        | Lada Niva       |
| 4    | Jean-Pierre Simon Etienne Boulanger         | Range Rover V8  |
| 5    | Bruno Groine Laurent Nogrette               | Mercedes 300 GD |
| 6    | Patrick Zaniroli Dominique Lemoyne          | Range Rover V8  |
| 7    | Jacques Delefortrie Pierre Delefortrie      | Toyota BJ 43    |
| 8    | Yvan Lahaye Pierre Coquant Alain Gaeremynck | Toyota BJ       |
| 9    | Christian Barruel Denis Cerou               | Mercedes 240 CD |
| 10   | Philippe Simonin André Korotkevitch         | Mercedes 230 G  |

### Camions
8 des 15 camions inscrits ont terminé la course.
| Pos. | Équipage                                            | Camion           |
| ---- | --------------------------------------------------- | ---------------- |
| 1    | Adrien Villette Henri Gabrelle Alain Voillereau     | ALM-ACMAT        |
| 2    | Jacques Briy Jean Salou Gustave Peu                 | Ford 4430        |
| 3    | Georges Groine Thierry de Saulieu Bernard Malfériol | Mercedes 1932 AK |
| 4    | Christian Duboscq Jacqueline Duboscq Yvon Colvez    | MAN 13168        |
| 5    | Jean-Claude Blaquié Hubert Bardet                   | Iveco 190 PAC 26 |
| 6    | Philippe Blot Christian Delcambre Jacques Seret     | Renault SM8      |
| 7    | Jean-Claude Avoyne Georges Landais                  | Leyland Marathon |
| 8    | Kurt Liechti Fritz Kobel Marc Proz                  | MAN 26280 DMAK   |